# Locomotora híbrida vapor diésel

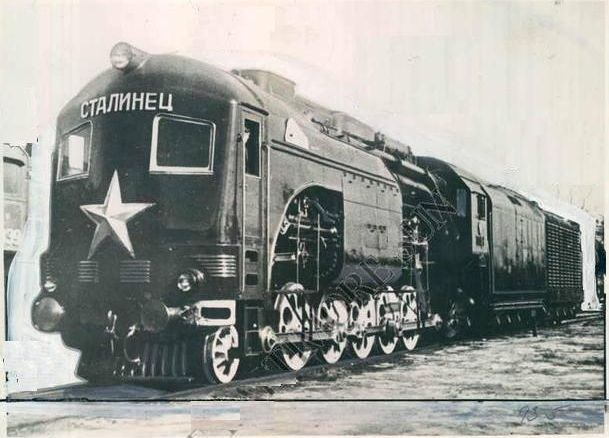
Locomotora soviética TP1 Stalinets

Una locomotora híbrida vapor diésel se caracteriza por utilizar un motor de pistón capaz de funcionar indistintamente con el vapor procedente de su caldera o alimentado directamente con combustible diésel. Se construyeron ejemplos en el Reino Unido, la Unión Soviética e Italia, pero el costo relativamente alto del fuel oil significó la desaparición de esta tecnología. 

## Sistema Kitson-Still
En 1926, Kitson and Company de Leeds, construyó una unidad experimental para el Ferrocarril de Londres y del Noreste, utilizando como modelo el motor Still que ya estaba en uso para aplicaciones estacionarias y marinas. Se estuvo ensayando hasta 1934, pero finalmente se descartó su uso. Su diseño partía de la idea de que una máquina de vapor ofrecía un alto par de arranque (con un esfuerzo de tracción de 25 450 libras (113,2 kN)), mientras que un motor diésel permitía obtener una alta eficiencia de combustible, y se consideró deseable combinar ambos.

### Construcción
En resumen, la máquina se parecía a una locomotora de vapor convencional 2-6-2T, pero tenía cuatro pares de cilindros opuestos horizontalmente (diámetro 13½ pulgada × 15½ pulgada - 343 × 394 mm) montados longitudinalmente sobre el bastidor y accionando un cigüeñal colocado entre ellos, con la transmisión adicional por engranajes. Los cilindros se hicieron de doble extremo, con el lado de la biela utilizado como cámara de expansión del vapor, y el extremo cerrado equipado con un inyector diésel. Algunos planos publicados en revistas de la época muestran solo dos pares de cilindros y parece que esta fue una de las características de diseño que se cambió durante su desarrollo. La caldera, con un diámetro de solo 51 pulgadas (130 cm) y una pequeña cámara de combustión interna, iba montada por encima. El "regenerador", que capturaba el calor del escape, era parte integral de la caldera y tenía 38 tubos que totalizaban un área de calentamiento de 508 pies cuadrados (47m²). El puesto de conducción estaba en el lugar habitual detrás de la caldera, y los tanques (400 galones imperiales (1818,4 L) para combustible y 1000 galones imperiales (4546,1 L) para agua) estaban montados uno encima del otro en el bastidor de la parte trasera.

### Funcionamiento
La secuencia de operación consistía en calentar la caldera de la manera normal, pero usando combustible en lugar de carbón. El inicio desde parado se haría con la energía del vapor, pero a aproximadamente a cinco mph (8 km/h) se pondrían en marcha los inyectores diésel y se apagaría el vapor. El calor residual de las camisas de los cilindros y el escape del ciclo diésel mantenía la caldera con vapor suficiente para funciones auxiliares (frenos y silbato) y en disposición de complementar la energía del diésel si fuera necesario, o para el siguiente arranque. La temperatura de la camisa de agua, mantenida considerablemente por encima del punto de ebullición, contribuía al encendido por compresión del combustible diésel y solo era necesaria una relación de compresión relativamente baja. Al usar vapor en el arranque, no era necesaria ninguna forma de transmisión variable, disponiéndose de una reducción permanente de 1·878 a 1 fijada por la relación de los engranajes.
La potencia de salida general no era comparable con la de las locomotoras de vapor convencionales, aunque su rendimiento en las rampas era bueno debido al engranaje. Durante las pruebas, se usó con éxito con trenes de carbón y demostró ser muy eficiente en términos del combustible utilizado, porque permitía aprovechar el calor residual del diésel. Sin embargo, sus costos de funcionamiento dependían de la diferencia de precios entre el carbón y el petróleo, un factor a la postre desfavorable. Cuando Kitson & Co. cesó su actividad en 1934, el FLNE devolvió la máquina a los receptores de la compañía, y fue desmantelada.

## Sistema de vapor comprimido Cristiani
El sistema italiano de vapor comprimido Cristiani utilizaba el proceso de recompresión mecánica del vapor. Un motor diésel comprimía vapor con el que luego se alimentaban los cilindros de un motor de vapor convencional. El vapor de escape era comprimido nuevamente, se volvía a utilizar. Debió disponer de una pequeña caldera para generar la carga inicial de vapor, aunque no se muestra en el diagrama.
El vapor se usaba principalmente como un sistema de transmisión, pero la locomotora se ha considerado un híbrido porque disponía de algo de almacenamiento de vapor. Una posible ventaja del sistema era que permitía que las locomotoras de vapor existentes se convirtieran en diésel, pero esta posibilidad no se concretó. 
Las patentes para el sistema fueron propiedad de Severino Cristiani y Secondo Sacerdole en Italia, siendo promovidas en Inglaterra por el Capitán William Peter Durtnall. Se realizó una prueba en Inglaterra, utilizando dos motores de gasolina marinos "Paragon", bajo el nombre "Paragon-Cristiani". El equipo se montó en un chasis 0-6-0 (número de serie 3513/1923) construido por Hawthorn Leslie and Company. No fue un éxito y la máquina se convirtió en una 0-6-0ST convencional llamada "Stagshaw" que se conserva en el Ferrocarril de Tanfield.

## Otras pruebas

### Unión Soviética
La Unión Soviética construyó tres grandes locomotoras experimentales entre 1939 y 1946.
El primer prototipo, numerado 8000, una 2-8-2 fabricada en los Talleres de Vorishilovgrad, tenía dos pares de pistones opuestos externos de doble acción; cuando se iniciaba la energía diésel, alrededor de a 20 kilómetros por hora (12,4 mph), se inyectaba gasoil en la parte central entre los pistones, que se convirtía en una cámara de encendido por compresión, mientras que los extremos exteriores de los cilindros continuaban recibiendo vapor de la manera normal. Aunque la unidad permaneció en servicio de pasajeros, de manera intermitente hasta 1946, cuando se volvió a probar, fue almacenada en 1948. No se consideró un éxito, ya que su carga por eje de 25 toneladas era demasiado alta, dañaba las vías y era propensa al agrietamiento de los cilindros. 
La TP1-1, el segundo prototipo con el nombre de Сталинец (Stalinets), era una locomotora 2-10-2 de condensación con la cabina adelantada, producida en los Talleres de Kolomna. Utilizaba un generador de gas de antracita situado en el ténder, con el que se alimentaban sus cilindros de combustión interna de encendido por chispa, y quemaba antracita pulverizada para calentar la caldera. Se informó de que solo funcionaba correctamente a velocidades de 25-30 km / h y por debajo, ya que viajar más rápido durante aproximadamente 10-15 minutos provocaba que la mezcla de gases se quemase prematuramente al penetrar en la cámara de combustión. Según los informes, los problemas se resolvieron en 1941, pero el proyecto fue abandonado durante la Operación Barbarroja y el estallido de la Segunda Guerra Mundial en territorio soviético.
La Número 8001, el tercer experimento, también llamada Сталинец, fue una unidad desarrollada a partir del diseño anterior de Voroshilovgrad de 1946. Se amplió a una configuración 2-10-2, y tenía el espacio central en los cilindros, el situado entre los pistones, destinado a combinar el encendido por compresión y el trabajo expansivo del vapor combinados en la misma cámara. Según los informes, fue casi un completo desastre y se almacenó en 1948.

### Suiza
En 1925, el suizo Jakob Buchli obtuvo la patente estadounidense 1559548 para una locomotora combinada de vapor y motor de combustión interna. Difería del sistema Kitson-Still en que no había recuperación del calor residual y los motores de vapor y de combustión interna tenían cilindros separados (montados verticalmente en el ténder), pero ambos impulsaban las mismas ruedas de tracción. Buchli especificó que "... el generador de vapor se apoya en un vehículo ... y los cilindros de vapor y motor de combustión interna junto con su engranaje de conducción son transportados por un bogie o vehículo separado". Su propuesta era que el "vehículo generador de vapor" tuviera la forma de una caldera de locomotora de vapor tradicional con cabina de conductor, pero sin pistones. Una "tubería flexible" conduciría vapor a los pistones dentro del "bogie desmontable ..." (ténder). Las ventajas aducidas eran la reducción de la complejidad de un sistema de transmisión combinado, la comodidad mejorada de los operadores que quedaban separados de los cilindros de accionamiento y los diferentes requisitos de mantenimiento de vapor y diésel (como los lavados de calderas) que se realizan más fácilmente cuando las unidades son desmontables. No se sabe si realmente se construyeron algunas locomotoras con el diseño de Buchli. 

### Estados Unidos
En 1954, el inventor de Chicago Charles Denker patentó un sistema mediante el cual el escape de un motor diésel convencional de cuatro tiempos se dirigía a un cilindro de vapor de gran diámetro. No había caldera: en su lugar, una bomba, operada por una leva impulsada por el cigüeñal común, inyectaba agua (precalentada por la camisa de agua del cilindro diésel) en el cilindro de vapor, para que los gases de escape calientes evaporaran el agua al instante, alimentando el pistón de expansión. Como en el caso anterior, no se conocen ejemplos operativos.